# Sawang Selatan
Sawang Selatan is een bestuurslaag in het regentschap Karimun van de provincie Riau-archipel, Indonesië. Sawang Selatan telt 3.025 inwoners (volkstelling 2010).